# Harpagia Sulcus
L'Harpagia Sulcus è una struttura geologica della superficie di Ganimede.